# Смолениці
Смолениці (словац. Smolenice) — село, громада округу Трнава, Трнавський край. Кадастрова площа громади — 28.97 км².
Населення 3359 осіб (станом на 31 грудня 2020 року).

## Історія
Смолениці згадується 1256 року.

## Населення
| Рік:            | 1994. | 2004.   | 2014.   | 2024.   |
| --------------- | ----- | ------- | ------- | ------- |
| Кількість осіб: | 3211  | 3235    | 3358    | 3228    |
| Різниця:        |       | +0,74 % | +3,80 % | -3,87 % |

| Рік:            | 2023. | 2024.   |
| --------------- | ----- | ------- |
| Кількість осіб: | 3242  | 3228    |
| Різниця:        |       | -0,43 % |